# Эджевит, Рахшан
Рахшан Эджевит (тур. Rahşan Ecevit; 17 декабря 1923, Бурса — 17 января 2020, Анкара) — турецкий государственный и политический деятель. Писательница и художница, была второй леди Турции четыре раза во время премьерства Бюлента Эджевита.

## Биография

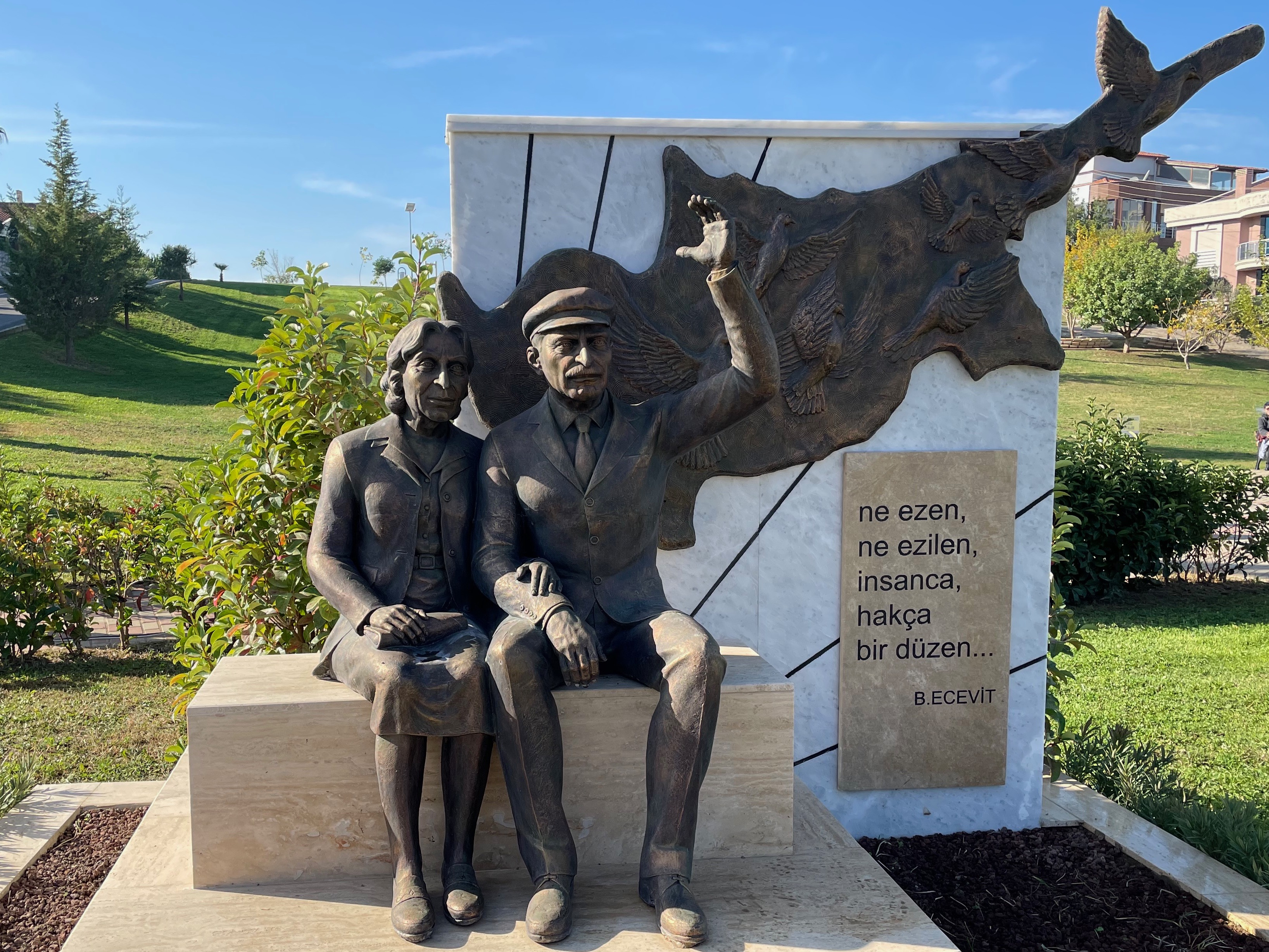
Памятник Рахшан и Бюленту Эджевитам в Измире.

Родилась в Бурсе, Турция. Родители родом из Салоников и переехали в Шебинкарахисар, город в ил Гиресун на северо-востоке Турции, после обмена населением в 1920 году. Отцом был Намик Зеки Арал, а матерью Захиде Арал. В 1944 году окончила американскую среднюю школу Роберт-колледж в Стамбуле. В 1946 году вышла замуж за своего одноклассника Бюлента Эджевита.
После государственного переворота 1980 года под руководством генерала Кенана Эврена её муж был заключен в тюрьму и пожизненно отстранен от активной политической деятельности. Республиканская народная партия Бюлента Эджевита была запрещена. Поэтому 14 ноября 1985 года Рахшан Эджевит основала новую левоцентристскую социал-демократическую политическую силу — Демократическую левую партию, — и возглавляла её до тех пор, пока в 1987 году не был снят запрет мужу заниматься политикой.
С 1989 по 2004 год была вице-председателем Демократической левой партии и отвечала за организационную деятельность. Стала лидером новой Демократической левой народной партии 17 января 2010 года, когда у Демократической левой партии, казалось, больше не было шансов, чтобы получить места на выборах. После того, как Кемаль Кылычдароглу стал лидером Республиканской народной партии и отказался от правой идеологии, она распустила свою новую партию и со многими членами присоединилась к уже социал-демократической Республиканской народной партии.
5 ноября 2006 года ее муж умер после почти 6-месячной медикаментозной комы. Рахшан Эджевит скончалась 17 января 2020 года в больнице Анкары и через несколько дней была похоронена рядом с мужем на Турецком государственном кладбище.